# Thierachern
Thierachern es una comuna suiza del cantón de Berna, situada en el distrito administrativo de Thun. Limita al norte con la comuna de Uetendorf, al este con Thun, al sur con Amsoldingen y Uebeschi, y al oeste con Forst-Längenbühl.
Hasta el 31 de diciembre de 2009 situada en el distrito de Thun. La comuna está compuesta por las localidades de: Wahlen, Dorf, Oberer, Mittlerer y Unterer Schwand y Brügg.

## Ciudades hermanadas
- Sezimovo Ústí.